# Zheng Bin
Zheng Bin (chinois : 郑斌) (né le 4 juillet 1977 à Wuhan dans le Hubei) est un footballeur international chinois, qui évoluait au poste de milieu de terrain, avant de devenir entraîneur.

## Biographie

### Carrière de joueur

#### Carrière en sélection
Avec l'équipe de Chine, il dispute 35 matchs (pour un but inscrit) entre 2003 et 2008. Il figure notamment dans le groupe des sélectionnés lors des Coupes d'Asie des nations de 2004 et de 2007.

## Palmarès
| Shenzhen Jianlibao - Championnat de Chine (1) : - Champion : 2004. |  | Wuhan Guanggu - Supercoupe de Chine (1) : - Vainqueur : 2005. |